# سنجر الحلبي
سنجر الحلبي (توفي بعد تموز 1261) كان مملوكيًا وكان حاكمًا مستقلًا لدمشق لفترة وجيزة من عام 1260 إلى عام 1261. ولهذا السبب، استخدم لقب الملك المجاهد.
كان سنجر ضابطًا مملوكيًا في عهد السلطان قطز. بعد انتصاره في معركة عين جالوت ضد المغول (أيلول 1260)، عُيّن واليًا على دمشق.
ُاغتيل قطز في مصر في تشرين الأول 1260 غالبًا على يد بيبرس، الذي اغتصب السلطنة بنفسه. وعند سماعه بهذا الانقلاب، أمر سنجر بإصلاح أسوار مدينة دمشق. وفي 12 تشرين الثاني 1260، أعلن نفسه حاكمًا، وبالتالي وضع نفسه كحاكم مستقل. ونظرًا لأنه احتفظ باسم بيبرس على العملات المعدنية التي سُكت في دمشق إلى جانب عملته الخاصة، فمن المفترض أن سنجر كان ينوي الاستمرار في الاعتراف بالسيادة الرسمية لسلطان مصر، ولكنه بصفته سيد دمشق ادعى الأسبقية على جميع أمراء الشام الآخرين. ومع ذلك، رفض الأمراء الذين عينهم الأيوبيون، وكذلك معظم قادة الوحدات المملوكية المتمركزة في الشام، حكم سنجر واعترفوا على الفور ببيبرس باعتباره سيدهم المباشر.
في كانون الأول 1260، غزا المغول الشام مرة أخرى، لكن تحالفًا من أمراء حمص وحماة هزمهم في معركة قرب حمص. لم يكن لسنجر أي دور في هذا النصر. وفي كانون الثاني 1261، وصل مبعوثون من مصر إلى دمشق، معلنين بيبرس حاكمًا منفردًا على الشام، ومطالبين باستسلامه غير المشروط. وفي 15 كانون الثاني 1261، هُزمت قواته في معركة مع المماليك، الذين دعموا بيبرس. بعد يومين، دخل المماليك دمشق. وهكذا، تبددت طموحات سنجر، فانسحب إلى مخبئه في بعلبك.
في الأشهر التالية، تمكن سنجر من تحقيق مصالحة مع بيبرس، الذي أعاده إلى سلك الضباط المملوكيين. حتى أنه عُيّن حاكمًا على حلب وأُوكلت إليه مهمة الاستيلاء على المدينة، التي كان مملوك آخر، وهو آقوش البرلي، قد رسّخ استقلاله في تلك الأثناء. وفي 2 تموز 1261، دخل سنجر حلب، لكن آقوش نجح في استعادة المدينة بعد ذلك بوقت قصير. ثم استُبدل سنجر بعلاء الدين آيدكين، وبشخص لم يُذكر اسمه في الروايات.

## المصدر
- ابن واصل ، مفرج الكروب في أخبار بني أيوب، بي إن إف باريس، م. العربي 1703، المجلد. 164r-168v

## الأدب
- ستيفان هايدمان: الخلافة الحلبية (1261م): من نهاية الخلافة في بغداد عبر حلب إلى الترميمات في القاهرة ، في: التاريخ والحضارة الإسلامية ، المجلد 6 (بريل، 1994)

قالب:Folgenleiste